# Chiesa di Sant'Anna (Vallarsa)
La chiesa di Sant'Anna è la parrocchiale patronale di Sant'Anna, frazione di Vallarsa in Trentino. Fa parte della zona pastorale della Vallagarina dell'arcidiocesi di Trento e risale al XVIII secolo.

## Storia

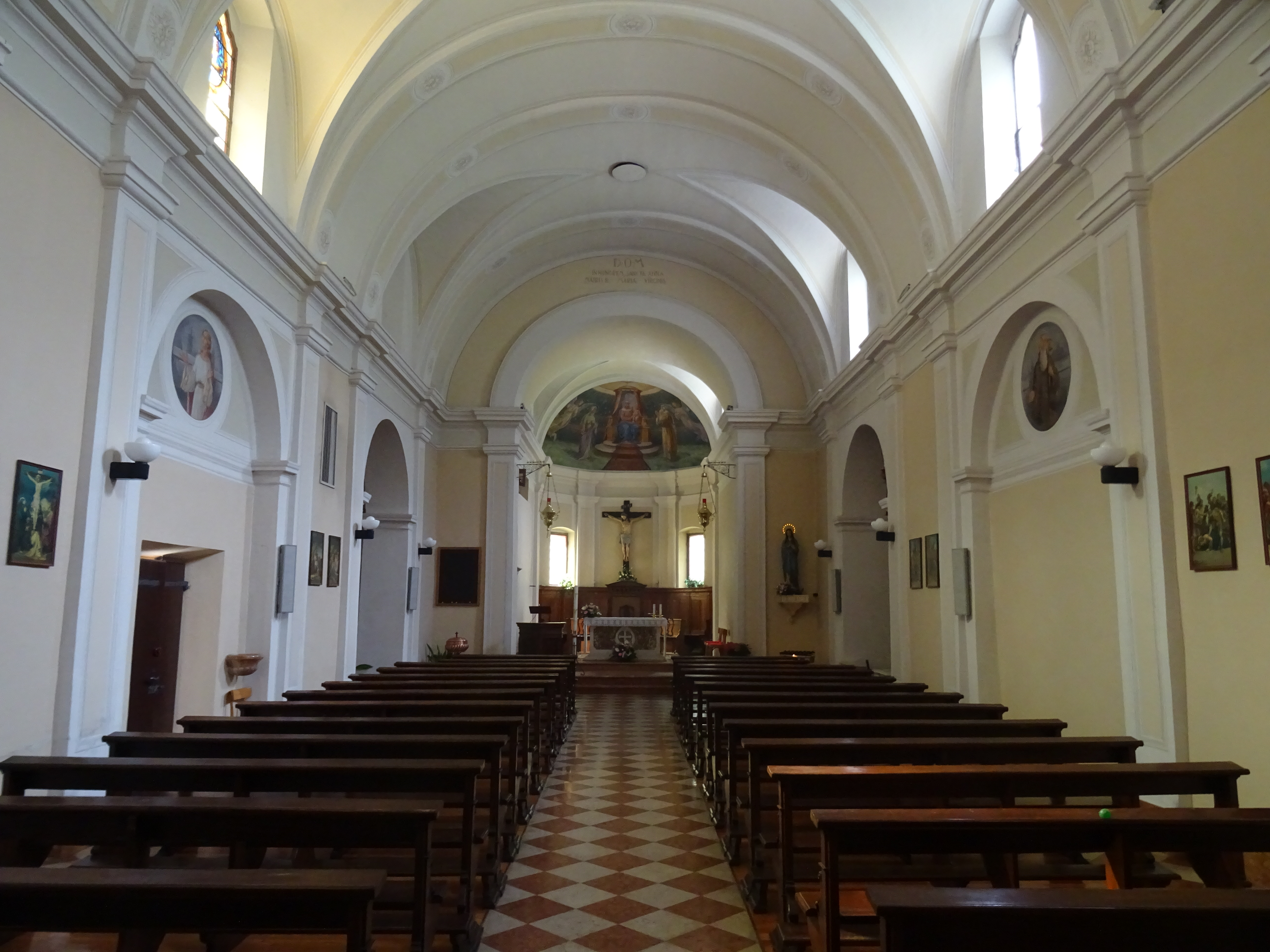
Interno

Le vicinie di Aste, Robolli e Sega stabilirono, nel 1767, la costruzione di una cappella con dedicazione a Sant'Anna nella frazione di Vallarsa che porta lo stesso nome. Ottennero le necessarie autorizzazioni dal principe vescovo di Trento Cristoforo Sizzo de Noris e poterono iniziare i lavori nella località di Fontana. L'edificio venne ultimato nel 1776 e venne consacrato nello stesso anno.
Ottenne dignità di espositura dal 1786, distaccandosi dalla pieve di San Floriano di Lizzana diventando sussidiaria della vicina chiesa di San Vigilio. Un anno dopo vennero erette la sagrestia e la torre campanaria e in seguito accanto alla chiesa venne sistemato anche il camposanto della comunità.
All'inizio del XIX secolo la chiesa venne ampliata con la costruzione di una nuova cappella laterale, poi vennero benedetti sia la cappella sia il camposanto. Nella seconda metà del secolo la chiesa fu oggetto di un nuovo intervento di ampliamento che si realizzò con la costruzione di una seconda cappella laterale di fronte alla precedente e col prolungamento della navata. Nel 1868 il vescovo di Trento Benedetto Riccabona de Reichenfels, celebrò la sua consacrazione solenne.
Durante il secondo conflitto mondiale la chiesa fu utilizzata a scopi militari, utilizzata come stalla e spogliata di arredi e suppellettili sacri e fu necessario, negli anni del primo dopoguerra del XX secolo procedere con un intervento di restauro seguito da una riconsacrazione. Venne elevata a dignità di chiesa parrocchiale nel 1925. La chiesa fu arricchita di decorazioni nella navata e nella parte presbiteriale nel 1927 ad opera di Francesco Giustiniani.

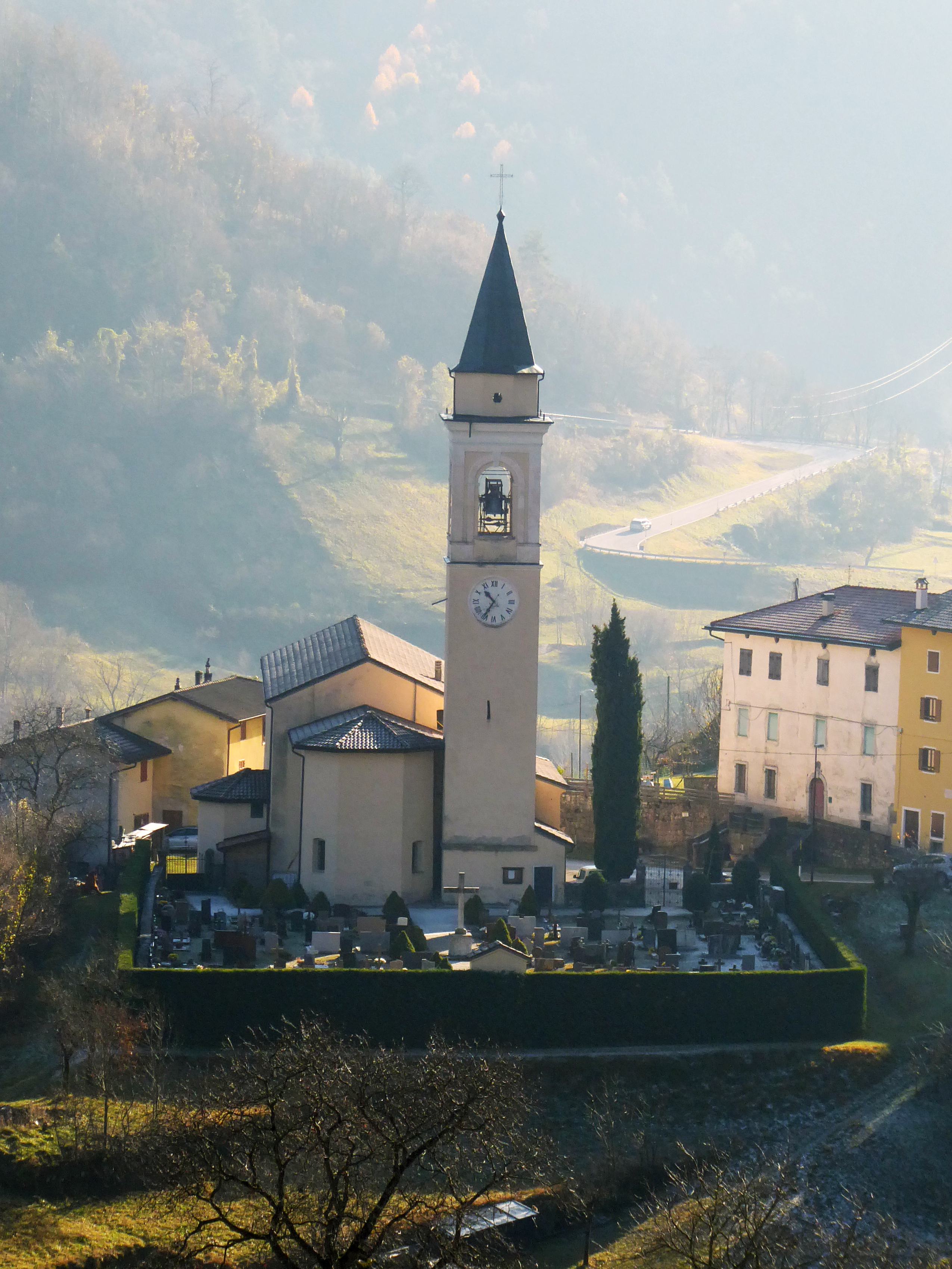
Vista posteriore della chiesa con il cimitero della comunità

## Descrizione

### Esterni
Posta nella piccola frazione omonima di Vallarsa la chiesa ha una facciata a capanna semplice in stile neoclassico con grande frontone triangolare. Il portale architravato è sormontato in asse dall'oculo che porta luce alla sala. La torre campanaria si alza in posizione arretrata sulla sinsura, tra l'edificio della chiesa e le strutture di presbiterio e sagrestia. La sua cella si apre con quattro finestre a monofora.

### Interni
La navata interna è unica, ripartita in tre campate ed ampliata da cappelle laterali. Il presbiterio è leggermente rialzato ed è stato l'adeguato liturgicamente.